# Maaike Smit
Maaike Smit (* 7. August 1966 in Emmeloord) ist eine ehemalige niederländische Rollstuhltennisspielerin und Rollstuhlbasketballspielerin.

## Karriere
Maaike Smit begann im Alter von 20 Jahren mit dem Rollstuhltennis und startete in der Klasse der Paraplegiker.
Sie nahm an insgesamt drei Paralympischen Spielen im Rollstuhltennis teil. 1996 in Atlanta gewann sie bei ihrem Debüt sogleich im Einzel die Goldmedaille, nachdem sie im Finale Monique Kalkman besiegte. Im Doppel trat sie nicht an. Bei den Spielen in Sydney im Jahr 2000 unterlag sie im Halbfinale Esther Vergeer, sicherte sie aber anschließend gegen Kimberly Blake die Bronzemedaille im Einzel. Im Doppel gewann sie an der Seite von Esther Vergeer ihr zweites Gold. 2004 verteidigten sie und Vergeer in Athen ihren Doppeltitel und gewann erneut die Goldmedaille. Im Einzel schied Maaike Smit dieses Mal im Achtelfinale aus.
1988 und 1992 war sie außerdem als Rollstuhlbasketballspielerin bei den Spielen dabei.
Beim Wheelchair Tennis Masters stand sie im Einzel viermal im Endspiel. 1997 gewann sie gegen Monique Kalkman, in den Jahren 1998, 1999 und 2001 unterlag sie Esther Vergeer. In der Doppelkonkurrenz gewann sie von 2000 bis 2003 viermal in Folge das Turnier, 2005 und 2007 stand sie nochmals im Finale. Bei Grand-Slam-Turnieren feierte sie 1996 und 2004 bei den US Open jeweils den Titelgewinn im Einzel. Im Doppel gewann sie insgesamt drei Titel: bei den Australian Open in den Jahren 2004 und 2005 sowie bei den French Open in der Saison 2007.
In der Weltrangliste hatte Maaike Smit sowohl im Einzel als auch im Doppel zeitweise die Führung übernommen. Erstmals gelang ihr das im Einzel am 8. April 1997 und im Doppel am 2. Oktober 2000. Ihre letzte volle Saison bestritt sie 2008.